# Phytomyza aldrichi
Phytomyza aldrichi (лат.) — вид двукрылых из семейства минирующих мух. Вид назван в честь Джона Мертона Олдрича, собравшего типовой экземпляр вида в окрестностях города Москоу в штате Айдахо.

## Описание
Длина крыла у самцов 2,0-2,3 мм, у самок 2,5 мм. Высота глаза в три ваза больше высоты щёки. Глазковый бугорок, затылок и щупики коричневые. Первый и третий членики усика черные. На голове глазковые и постоцеллярные щетинки почти равны фронтоорбитальным. Наличник коричневато-желтый или коричневый. Среднеспинка тёмно-коричневая с сероватым опылением с четырьмя парами дорсоцентральных щетинкок, длина которых увеличивается от передней к задней. Перед поперечным швом среднеспинки имеется также более мелкая медиальная супраалярная щетинка. Щиток коричневый с сероватым опылением На крыле поперечная жилка между дискоидальной ячейкой и медиальной жилкой (dm-m) отсутствует. Жужжальца белые. Край калиптера и волоски на нём коричневые. Брюшко темно-коричневое.

## Биология
Развивается на лютиках.

## Распространение
Встречается в США и Канаде.